# Carrozzeria Castagna
La Carrozzeria Castagna est un carrossier italien installé à Milan. L'entreprise est fondée en 1849 par Carlo Castagna.

## Histoire
Les débuts de l'atelier "Castagna" sont très prometteurs avec le rachat de la "boutique Ferrari" de la société Mainetti & Orseniga", un très réputé constructeur de carrosses. En quelques années, Castagna devient une référence en la matière et devient le fournisseur de bon nombre d'aristocrates connus et cours royales en Europe.
C'est au tout début du XXe siècle que la société C. Castagna & C. s'intéresse à l'automobile à moteur. Sa première élaboration sera présentée en 1905, sur commande de Marguerite de Savoie (reine d'Italie) et utilisait une référence de l'époque, la Fiat 24-32 HP. La voiture comportait tous les équipements et accessoires disponibles à cette époque.

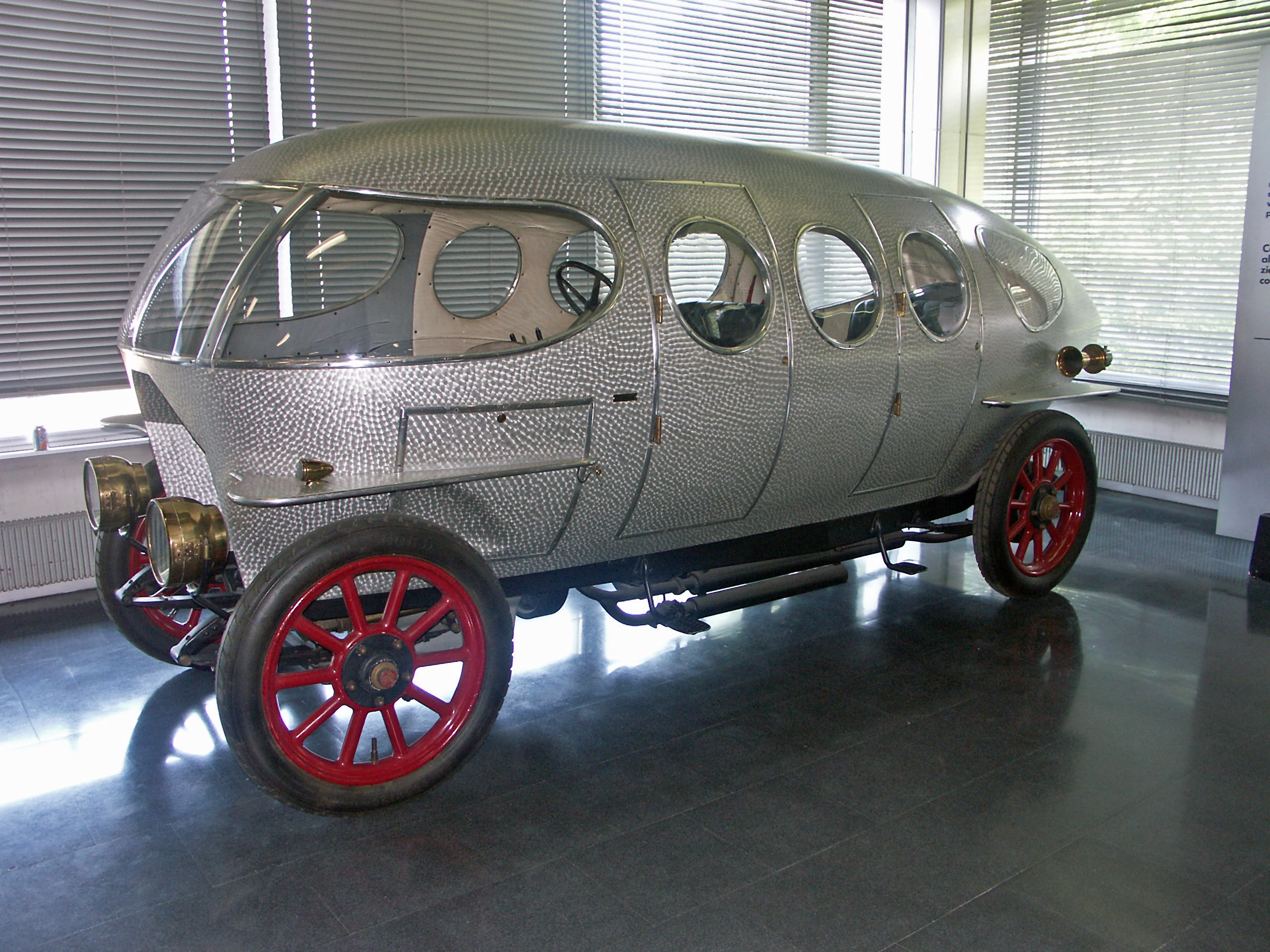
Alfa Romeo 40-60 HP Aerodinamica de 1913

L'Alfa Romeo 40-60 HP de 1913 est l'une des réalisations particulièrement connues du carrossier puisqu'il s'agit de l'une des premières automobiles tenant compte de considérations aérodynamiques ; en effet, sa carrosserie formait une carène profilée en forme d'aéronef.
À partir de 1915, la réputation de la Carrozzeria Castagna est internationale et son carnet de commandes est florissant et les délais s'allongent. La société réalise des carrosseries notamment sur des bases de grand noms de l'automobile comme Isotta Fraschini, Alfa Romeo, Fiat, Lancia ou encore Mercedes-Benz.
En 1919, la société emploie 400 salariés et produit plus de 100 voitures par an dans son usine de 20 000 m2 couverts. À cette époque, Castagna est sollicité par la Compagnie Internationale des Wagons-Lits pour aménager des wagons destinés aux "grands" de ce monde lors de leurs déplacements internationaux.

### Le déclin
Plusieurs faits internationaux conduisirent au lent déclin de la société de carrosserie milanaise. Le premier choc intervient en 1949 avec la cessation d'activité du constructeur italien de luxe Isotta Fraschini à la suite de l'effondrement du marché automobile américain. La société perdait en même temps un débouché fort rentable et important mais aussi la meilleure base sur laquelle elle réalisait ses fabuleuses voitures. Parmi les autres constructeurs automobiles de référence, il restait seulement Alfa Romeo et pendant quelques mois encore, Bianchi [Lequel ?]. 
L'entreprise ferma ses portes en 1954 pour renaître en 1994 à la suite de l'initiative de l’architecte et designer Gioacchino Acampora.

## La Carrozzeria Castagna de nos jours
La Carrozzeria Castagna est essentiellement orientée vers les carrosseries "fuoriserie" comme le veut la longue tradition de la marque, mais également vers le tuning de modèles automobiles haut de gamme. Elle présente régulièrement des nouveautés sous forme de concepts de concept-cars dans les salons spécialisés.

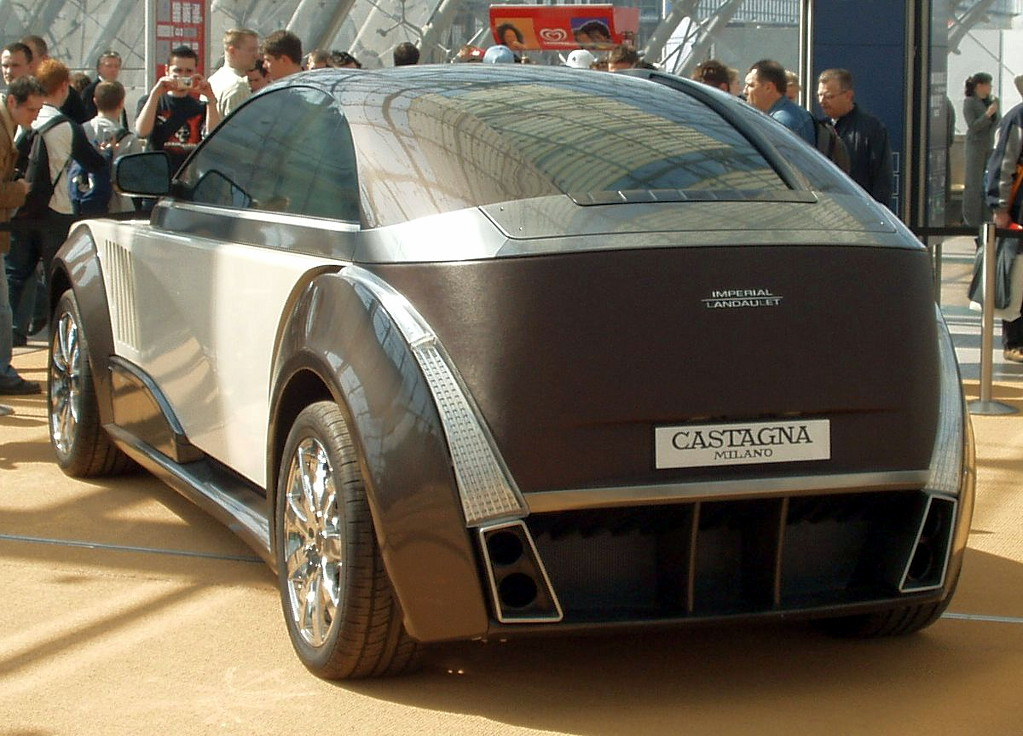
Un concept présenté en 2006, Castagna Imperial Landaulet

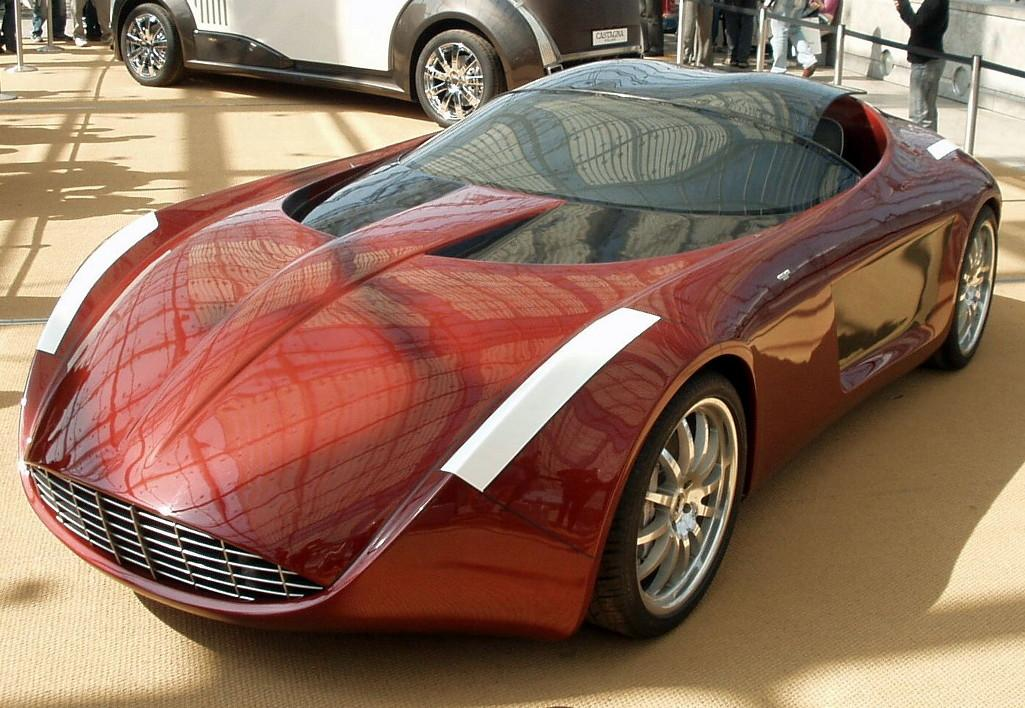
Projet présenté en 2006 Castagna "Aria"

Au Concours d'élégance Villa d'Este de l'année 2002, la Carrozzeria Castagna a présenté en avant première publique un nouveau modèle fuoriserie sur une base Maserati, appelé Auge.
Au Salon international de l'automobile de Genève 2003, la Carrozzeria Castagna a présenté sur son propre stand trois nouveaux projets :
- un coupé 4 places sur une base Maserati, baptisé Auge,
- un coupé 2 places sur une base Alfa Romeo, baptisé Genève,
- une barquette 2 places sur une base Ferrari, appelée Rossellini.

Le carrossier milanais est actuellement[Quand ?] sur le devant de la scène avec ses nombreuses versions luxueuses de la petite Mini.

### Fiat 500 (2007)
En octobre 2007, la Carrozzeria Castagna a présenté un Kit de Light Tuning pour la Fiat 500 (2007).
La version élaborée par Castagna de la petite Fiat a été appelée Cinquino, comme la petite Fiat 500 originelle de 1957 était surnommée par les italiens. Elle se caractérise par sa robe bicolore, une série d'appendices qui élargissent les voies avant et arrière de la voiture et un terminal d'échappement double en inox. Une attention particulière a été portée aux appuis au sol avec des jantes AEZ à 15 bâtons de 17″ équiupées de pneumatiques Pirelli P-Zero.
L'équipement intérieur est personnalisable à la demande du client avec des habillages en cuir et alcantara. Le volume du coffre a été légèrement augmenté, grâce à une petite modification il a gagné 40 litres supplémentaires en capacité.
Le tuning ne consiste pas seulement en un simple traitement esthétique mais également le Passion Kit Corsa qui comprend un compresseur centrifuge (pour le moteur 1,4 100 Ch) qui augmente la pression de 0,4 bar et permet d'obtenir une puissance de 155 ch et un couple de 170 N m à 4 500 tr/min. La vitesse de pointe dépasse 200 km/h.
L'assise générale a été abaissée de 3 cm, les amortisseurs sont nouveaux et les freins voient l'apparition du matériel Brembo avec des disques de 280 mm et des pinces à 4 pistons.

### La Fiat 500 Castagna électrique du Rais Gheddafi
Ce modèle unique a été commandé par un intermédiaire en juin 2009. La voiture devait être construite sur la base de la Fiat 500, sans portes et avoir une motorisation électrique avec une autonomie de 260 km au minimum, une vitesse maximale de 160 km/h et un temps de recharge complet non supérieur à 10 minutes. Bien que l'habitacle ne soit pas fermé, il devait y avoir la climatisation d'une puissance suffisante pour ne pas transpirer à son volant en circulant dans le désert. Aussi le réservoir de carburant d'origine a été conservé pour satisfaire à cette exigence, sachant qu'alors la voiture serait à l'extérieur, il alimentait le moteur essence complémentaire destiné à la seule climatisation.
Sur les photos de l'article de presse, on voit des personnes qui poussent à la main la voiture car ils ne savent pas qu'elle est électrique et que la prise de recharge est cachée derrière le logo au centre de la calandre.